# Pískovec

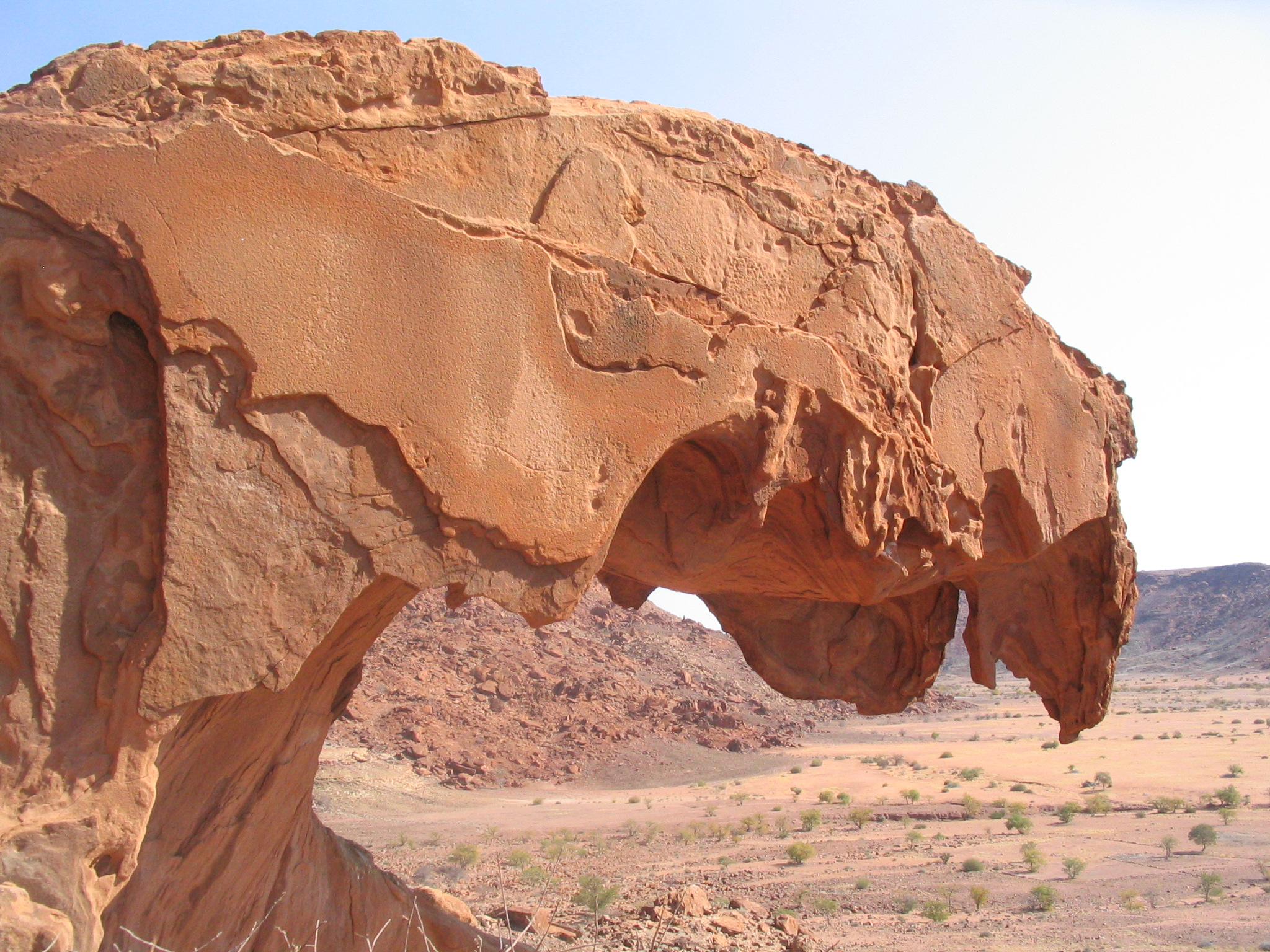
Pískovcový útvar Lví tlama v lokalitě Twyfelfontein, Namibie (výška zhruba 5 m)

Pískovec je zpevněná, klastická usazená hornina. Zjednodušeně lze horninu označit za pískovec tehdy, pokud podstatnou část tvoří zrna o velikosti 0,06 až 2 mm. Velmi časté jsou křemenné pískovce, kde podstatnou část zrn tvoří křemen. Pískovec vzniká stmelením zrn (odborně řečeno tzv. klastů – obvykle křemene, živců a horninových úlomků jako jsou např. silicity) tmelem. Tento tmel je velmi často karbonátový nebo železitý. Mezerní hmotě (např. jílovité) se říká matrix. Složení pískovce se liší podle místa výskytu. Pískovec mívá velmi různé barvy: od šedé přes žlutou až k červené (indikuje přítomnost oxidů železa), někdy může být i vícebarevný. Snadno se drolí a zvětrává. Hojně se využívá ve stavebnictví, sochařství a ke kamenickým účelům.
Pískovce jsou společně s písky jedněmi z nejrozšířenějších sedimentárních hornin – společně tvoří více než čtvrtinu všech známých sedimentů na povrchu Země.
Anglický termín sandstone oficiálně zavedl Charles Lyell v roce 1833. Název je ve většině jazyků odvozen od hlavní složky – písku.

## Složení

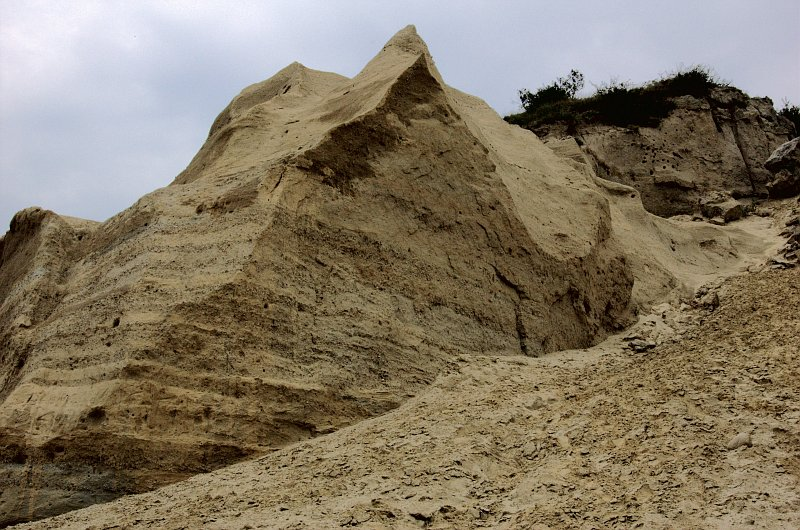
Strmé svahy v miocenních pobřežních pískovcích, Sandberg, Devínska kobyla, Malé Karpaty. Pískovce na Sandbergu mají hojnou klastickou příměs slídy, která pochází z bratislavských granitoidů

Pískovce se skládají ze zrn o průměru 0,5 (resp. 0,064) až 2 mm. Tyto úlomky jsou zbytky starších rozpadlých hornin. Vzhledem k jejich malým rozměrům mohou být tyto úlomky monominerální (tvořené jedním minerálním zrnem).
Křemen je dominantní složka pískovců – v průměru až dvě třetiny klastických úlomků představují křemenná zrna. Důvod hojného výskytu křemene je ten, že křemen je i nejběžnější složkou většiny vyvřelých a přeměněných hornin, je odolný vůči mechanickým účinkům transportu a taktéž vůči chemickému zvětrávání.
Chalcedon a opál plní v mladších pískovcích většinou úlohu cementu, ve starších jsou devitrifikované (zbavené vody z jejich struktury) a přeměněné na křemen.
Živce bývají v pískovcích zastoupeny v menší míře, protože jsou v procesu zvětrávání a transportu nestabilní. V pískovcích jsou zastoupeny všechny hlavní živcové skupiny – jak alkalické, tak i sodno-vápenaté. Přítomnost vody v pískovci způsobuje chemické změny v živcích (illitizace, kaolinizace). Výskyt živců poukazuje na aridní (pouštní) klimatické podmínky vzniku pískovce.
Slídy jsou přítomny prakticky ve všech pískovcích, větší výskyt je ale v jemnozrnnějších variantách. Výskyt určité minerální variety slíd indikuje původní horninu – muskovit je běžnější v metamorfitech, a biotit naopak v magmatitech. Glaukonit se vyskytuje výlučně v píscích a pískovcích mořského původu. Vzniká rozkladem Mg-Fe silikátů v mírně redukčním prostředí.
Uhličitany (kalcit, siderit, dolomit) plní obvykle úlohu cementu, i když kalcit (a v ojedinělých případech i dolomit) se podílí i na složení zrn.
Jako akcesorie (příměs) může být ve složení pískovců přítomná řada minerálů. Jen některé jsou však užitečné pro zjištění zdrojové oblasti. Nejvhodnější jsou k tomu těžké minerály. Jde o zrna, jejichž měrná hmotnost je vyšší než 2,8 g·cm−3. Jejich obsah v pískovcích obvykle nebývá větší než 1 % a závisí od četnosti jejich zastoupení v zdrojové hornině, odolnosti vůči zvětrávání, transportu a diagenetickým procesům. Význam jejich výskytu v pískovcích spočívá v tom, že na základě určité minerální asociace je možno charakterizovat zdrojovou oblast. Všeobecně platí, že čím je pískovec starší, tím je obsah těžkých minerálů nižší. Mezi těžké minerály patří turmalíny, zirkon, rutil, olivín, amfiboly, pyroxeny, ilmenit, magnetit, titanit, granáty a mnoho dalších minerálů.
Úlomky hornin jsou poslední, ale ne nevýznamnou složkou pískovců. Jejich výskyt a procentuální zastoupení opět závisí na odolnosti vůči mechanické destrukci během zvětrávání a transportu, ale svou úlohu hraje i plošný rozsah a morfologie zdrojové oblasti. Čím je reliéf členitější, tím víc litických úlomků se dostane do pískové frakce. Obdobný efekt má i větší plošné rozšíření zdrojové horniny.

## Pískovcové útvary v Česku

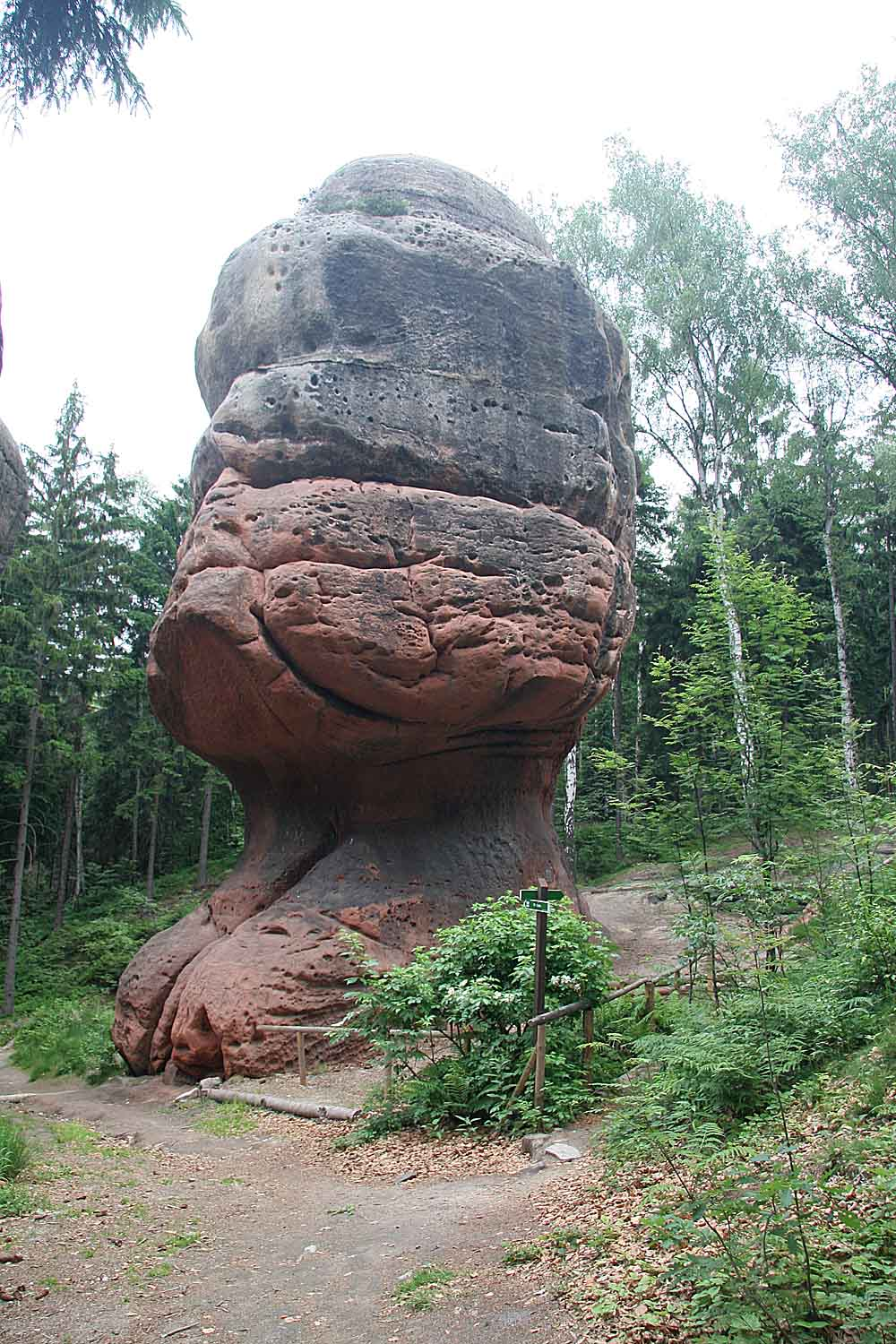
Skalní hřib Kelchstein, Oybin, Horní Lužice (výška přibližně 17 m)

Od nejsvrchnější křídy až do nejmladšího terciéru docházelo k pohybům, které měly za následek přesmyky hornin a zlomy. Oblast byla mořským dnem ve starších prvohorách a k poslednímu zaplavení slanou vodou došlo v období křídy ve druhohorách před 97 miliony lety. Mořský záliv pokrýval část území Českého ráje po dobu 13 milionů let. Záplava subtropického křídového moře zanechala vrstvy pískovců a dalších usazenin, jejichž mocnost činí až 1000 m.

## Skalní pískovcová města
Pískovec často tvoří celá skalní města, tabulové plošiny, lemované pásy bohatě členěných skal. Na tváři krajiny zapracovaly slunce, mráz, vítr a voda (dohromady tvořící erozivní činitele) a vytvořily známá pískovcová skalní města. Počasí způsobuje svojí proměnlivostí déšť, mráz, tání ledu a tím také zvětrávání hornin, vznik zvětralin, jejich transport a usazování na jiném místě. Tektonikou a procesy zvětrávání byly z pískovcových desek vymodelovány krajiny skalních pískovcových měst. V Česku na severu nad hlubokým údolím Jizery se tyčí skalní města Klokočské skály, Betlémské skály, Besedické skály a Drábovny na severovýchodu ohraničuje hřeben Suché skály. Ve střední části leží Příhrazské skály, Hruboskalsko a řada menších skalních měst. Na východě jsou známé Prachovské skály. Pískovcové skály také tvoří podstatnou část Českého Švýcarska. Pískovce se těží například v lomu U Devíti Křížů, náležejícím do pozdně triasového bohdašínského souvrství.

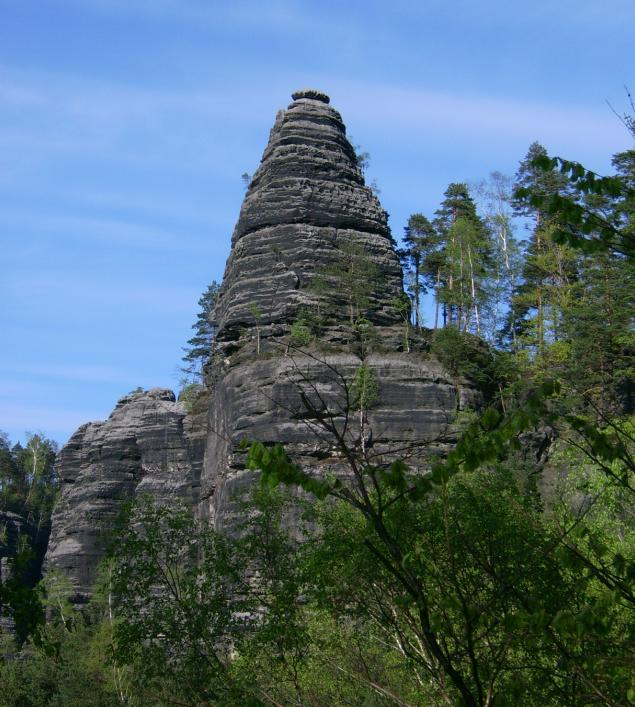
Pískovcová věž Homole nedaleko Pravčické brány (výška cca 17 m, z údolí 60 m)

## Využití
Po opuce nejčastěji používané v době románské byl od doby gotické pískovec pro svou dobrou opracovatelnost a širokou dostupnost nejpoužívanější stavební kámen v českých zemích. Stejně oblíbený byl i v oblasti sochařské.
Náročnost dopravy těžkého materiálu vedla v minulosti k hojné místní těžbě často málo kvalitního pískovce. Zejména venkovské sochařské památky nejednou trpí malou odolností vůči erozi povětrností. Lokality s většími ložisky kvalitních pískovců, které se naopak na významnější díla dovážely i na větší vzdálenosti, daly pískovcům jména:
- žehrovický – poblíž Kamenných Žehrovic na Kladensku, hrubozrnný, doložený už ve 14. století při stavbě katedrály sv. Víta
- hořický – poblíž Hořic, rozvoj od druhé poloviny 19. století, kdy zde i založena kamenická škola, použit např. na dostavbu svatovítské katedrály, stavbu Národního divadla či Mlýnské kolonády v Karlových Varech
- mšenský – poblíž Mšeného-lázní u Budyně nad Ohří, hojně užívaný za první republiky (Ministerstva obchodu a průmyslu, financí, úpravy Pražského hradu)
- božanovský – v oblasti Broumova, dle Božanova, jemnější zrno, užívaný hlavně v novější době, zvláště od 70. let při obnově památek, jako například úpravách na Pražském hradě nebo opravách Karlova mostu, a vedle hořického i na sekané kopie barokních soch, posléze i v soudobé architektuře zejména pro obklady (např. hotel Four Seasons v Praze)